# Astons presenter
Astons presenter är en barnbok skriven av Lotta Geffenblad 2008. Det är den andra boken som handlar om hunden Aston och är utgiven av Bonnier Carlsen Bokförlag. Tidigare har även boken Astons stenar utgivits. 
Det finns även en nio minuter lång kortfilm som är baserad på boken.

## Handling
Aston har födelsedag. I present får han en drake. Medföljande i paketet finns även en bit planka som stöd. Med plankan kan man leka allt från gungbräda och trampolin till segelbåt.